# Remscheider Straße 46

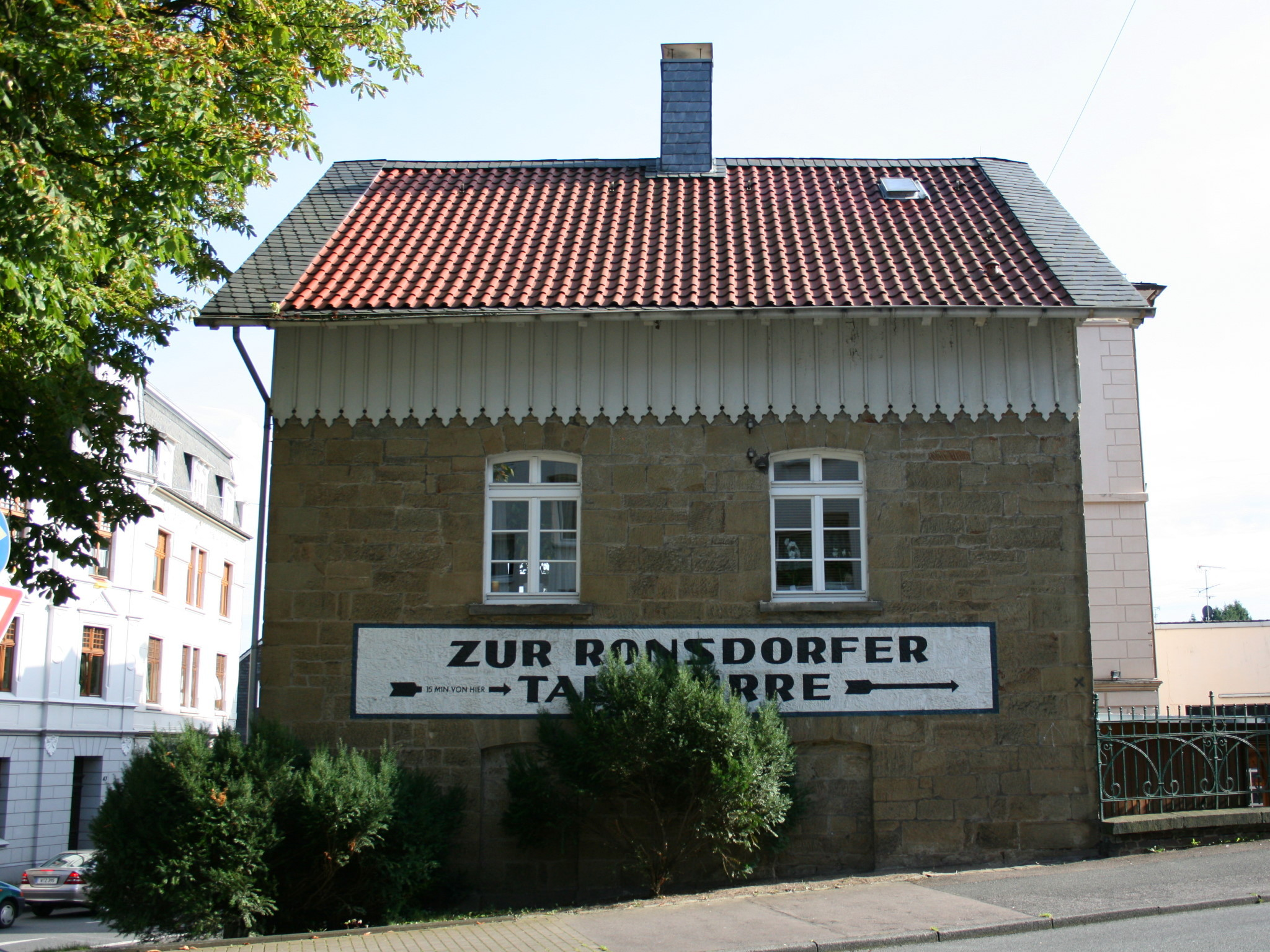
Remscheider Straße 46, Ansicht von Norden mit dem Wegweiser zur Ronsdorfer Talsperre

Das denkmalgeschützte Gebäude Remscheider Straße 46 ist ein Wohnhaus in der bergischen Großstadt Wuppertal in Nordrhein-Westfalen.

## Lage und Historie

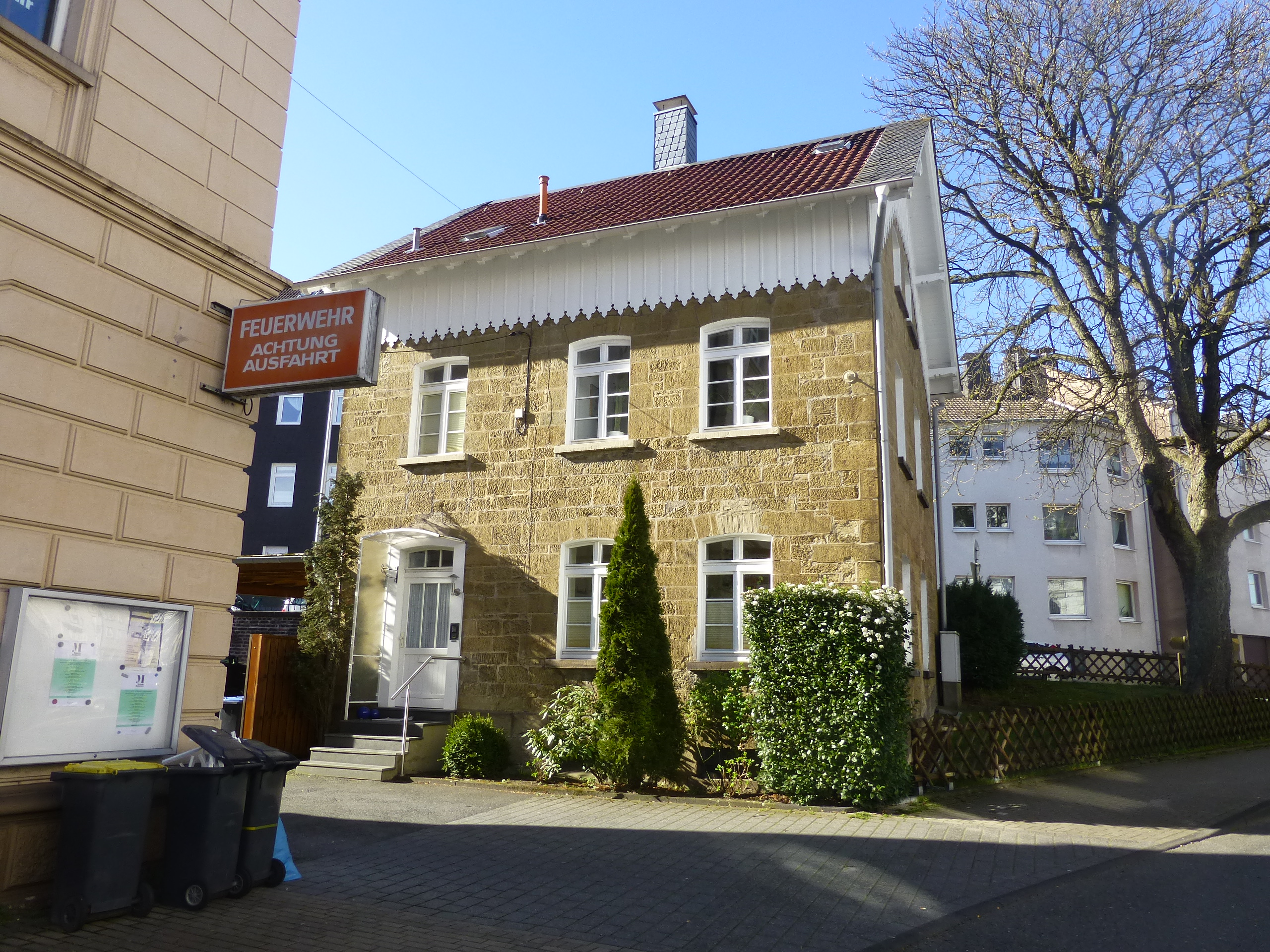
Remscheider Straße 46, Blick vom Süden auf das Haus

Das Haus liegt im Stadtbezirk und Ortsteil Ronsdorf (Wohnquartier Blutfinke) und steht an der westlichen Seite der Remscheider Straße. Es ist eines der wenigen Gebäude auf dieser Straßenseite, die beim Luftangriff auf Ronsdorf unversehrt blieben. Die 200 Meter weiter nördlich gelegene katholische Pfarrkirche St. Joseph wurde hierbei so schwer beschädigt, dass der ursprüngliche Bau später in der Nachkriegszeit aufgrund von Baufälligkeit abgerissen werden musste und durch einen modernen Neubau ersetzt wurde. Auch die ehemals nahe gelegene Gaststätte Rheinischer Hof steht heute nicht mehr. Etwa 100 Meter weiter nördlich ist das Wohnhaus Remscheider Straße 30 noch erhalten. Unmittelbar südlich des Hauses befinden sich die ehemalige Preußische Bandwirkerschule und  westlich in der Talsperrenstraße der Steigerturm Ronsdorf. Auf der gegenüberliegenden Straßenseite stehen als historische Bausubstanz unter anderem die ebenfalls denkmalgeschützten Gebäude Remscheider Straße 33 (bekannt als Gaststätte Zum Bergischen Haus) sowie die Wohn- und Geschäftshäuser Remscheider Straße 35, 43, 45 und 47. Das ehemals auch hier gelegene Baudenkmal Remscheider Straße 41 war ein Schieferhaus, dass aufgrund lang anhaltender Instandhaltungsvernachlässigung baufällig wurde und nicht mehr erhalten werden konnte. Es wurde daher um das Jahr 2000 aus der Denkmalliste gestrichen, in der Folgezeit gänzlich abgerissen und durch einen Neubau ersetzt.
Das Gebäude wurde um die Wende zum 20. Jahrhundert errichtet, wobei das genaue Baujahr unbekannt ist. Es diente ursprünglich als Wohnhaus für den Hausmeister der benachbarten Preußischen Textilfachschule.

## Beschreibung und heutige Nutzung

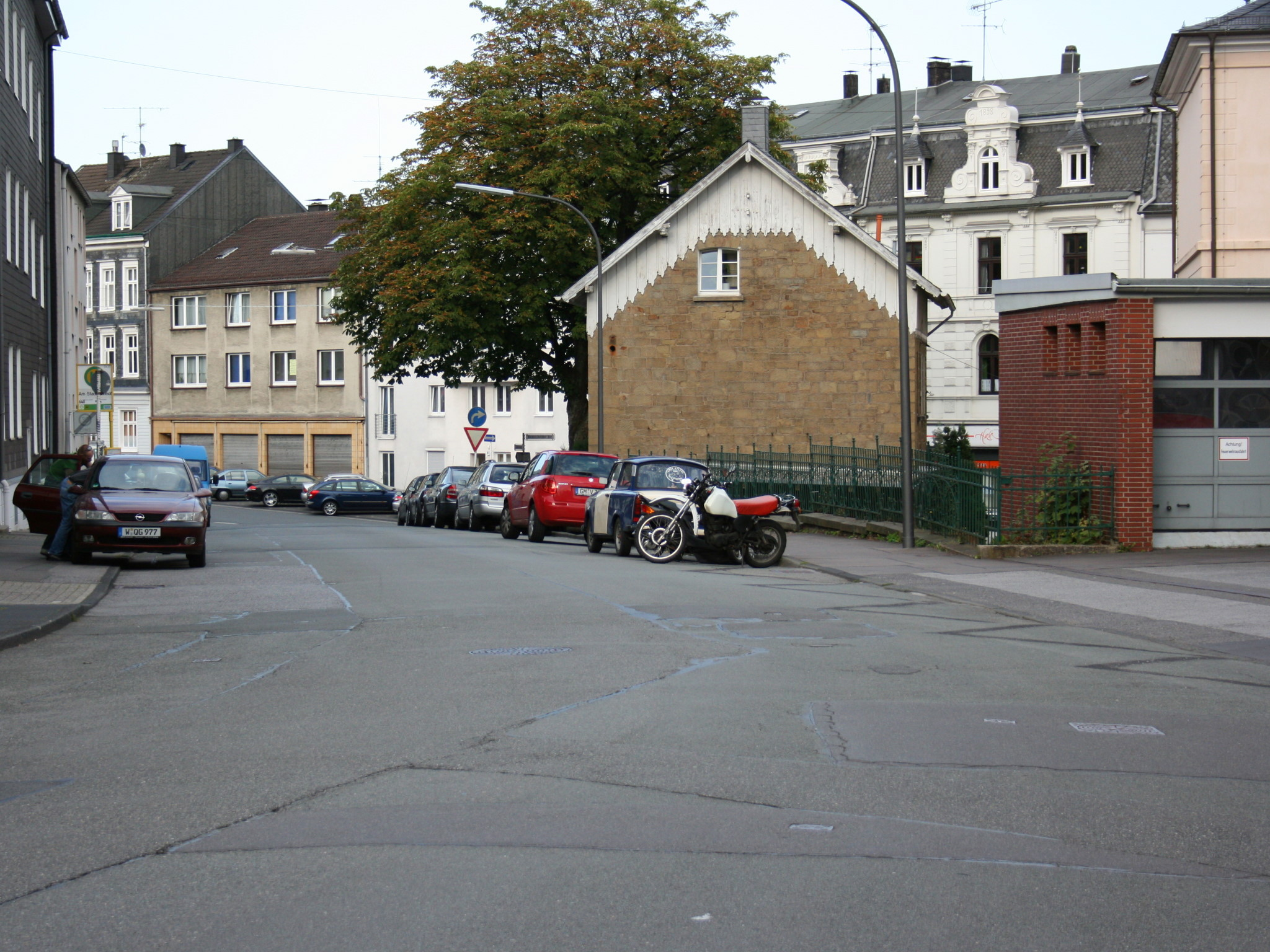
Remscheider Straße 46, Ansicht der westlichen Seite

Das Haus besitzt einen rechteckigen Grundriss, zwei Vollgeschosse und ein ausgebautes Dachgeschoss. Das zur Remscheider Straße hin giebelständig und zur Talsperrenstraße traufständig gelegene Gebäude wurde aus unverputzten Bruchsteinen errichtet. Unter dem Satteldach weist das Gebäude rundum sowohl an den Giebel- als auch an den Traufseiten weiß gestrichene Zierbretter auf. An der nördlichen, der Talsperrenstraße zugewandten Fassade ist mit schwarzer Farbe auf weißem Grund ein unübersehbarer Wegweiser aufgemalt, der den Weg zur Ronsdorfer Talsperre anzeigt.
Heute befindet sich das Gebäude in Privatbesitz und wird als Wohnhaus genutzt.

## Stolpersteine zur Erinnerung
Zum Gedenken an Hildegard Helene Ebbinghaus und ihren Ehemann Hugo Ebbinghaus, die bis zu ihrer Inhaftierung durch die Nationalsozialisten 1943 hier ihren letzten gemeinsamen Wohnsitz hatten, wurde für beide am 25. März 2013 vor diesem Haus jeweils ein Stolperstein verlegt.

## Denkmalschutz
Das gesamte Gebäude wurde am 11. Juni 1985 unter der Nummer 513 in die Denkmalliste der Stadt Wuppertal eingetragen.